# Acanthaclisis occitanica
Acanthaclisis occitanica är en insektsart som först beskrevs av Charles Joseph de Villers 1789.  Acanthaclisis occitanica ingår i släktet Acanthaclisis och familjen myrlejonsländor. Inga underarter finns listade i Catalogue of Life.